# Makorongoni
Makorongoni (auch Makongoroni) ist ein Verwaltungsbezirk (englisch Ward) des Distrikts Iringa (MC) in der tansanischen Region Iringa.

## Geografie
Makorongoni liegt im südlichen Hochland von Tansania, es ist das nördliche Zentrum der Regionshauptstadt Iringa. Der Bezirk grenzt im Norden an Ilala, im Osten an Gangilonga, im Süden an Kitanzini und Mivinjeni und im Westen an Kwakilosa. Bei der Volkszählung 2022 lebten 7061 Menschen in 2526 Haushalten auf einer Fläche von 0,9 Quadratkilometern.

## Bevölkerungswachstum
| Jahr | Einwohner |
| ---- | --------- |
| 1988 | 6416      |
| 2002 | 7247      |
| 2012 | 7790      |
| 2022 | 7061      |

## Gliederung
Der Bezirk besteht aus 13 Stadtteilen (swahili Mtaa):
- Msichoke
- Mkwawa Road
- Kaguo
- Sekondari
- Pangani
- Kibwana
- Mahiwa
- Pawaga Road
- Tandamti
- Baniani
- Mahagi
- Muhimba A
- Muhimba B

## Wirtschaft und Infrastruktur
- Wirtschaft:  Im Bezirk liegen 3 Tischlereien, 8 Mühlen und 1 Ölpresse.[7]
- Bildung: Die Mwembetogwa Secondary School ist eine private weiterführende Schule, die Tages- und Internatsschüler bis zur 6. Stufe ausbildet.[9]
- Gesundheit: In Makorongoni gibt es eine private Zahnklinik[10] und eine private Apotheke.[11]